# Marele Lac al Urșilor
Marele Lac al Urșilor (în engleză Great Bear Lake, în franceză Grand lac de l'Ours) este un lac din pădurea boreală din Canada. Este cel mai mare lac din Canada (Lacul Superior și Lacul Huron sunt mai mari, dar se află pe granița Canada-SUA), al patrulea ca mărime din America de Nord și al nouălea ca mărime din lume. Lacul se află în Teritoriile de Nord-Vest, pe Cercul Arctic între 65 și 67 de grade latitudine nordică și între 118 și 123 de grade longitudine vestică, 156 m deasupra nivelului mării .
Numele provine din cuvântul satudene în limba ojibwe, adică „oamenii de la apa ursului grizzly”. Sahtu, un popor Dene, poartă numele lacului. Muntele Grizzly Bear de pe malul lacului tot provine și din ojibwe, adică „dealul mare al ursului”.
Peninsula Sahoyue (Muntele Grizzly Bear) din partea de sud a lacului și peninsula Edacho (Dealurile cu iarbă aromată) din partea de vest formează Situl Istoric Național Saoyú-ʔehdacho din Canada.

## Geografie

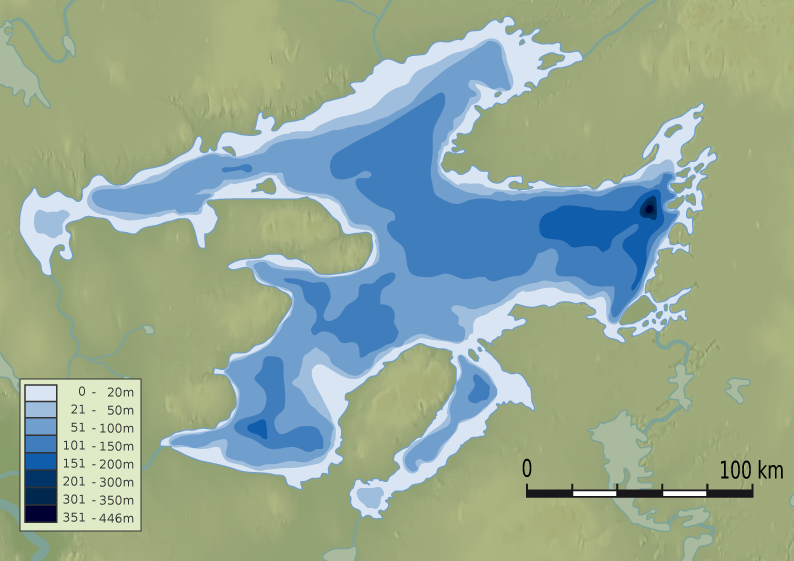
Harta batimetrică a Marelui Lac al Urșilor.

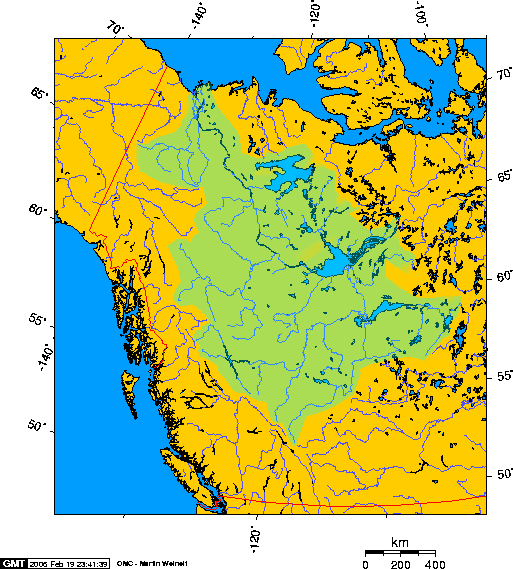
Bazinul hidrografic al râului Mackenzie care arată poziția Marelui Lac al Urșilor în vestul Arcticii canadiene

Lacul are o suprafață de 31.153 km2 și un volum de 2.236 km3. Adâncimea sa maximă este de 446 m și adâncimea medie 71,7 m. Linia țărmului este de 2.719 km, iar bazinul hidrografic al lacului este de 114.717 km2. Marele Lac al Urșilor este acoperit cu gheață de la sfârșitul lunii noiembrie până în iulie. 
Lacul este cunoscut pentru limpezimea sa considerabilă. Exploratorul John Franklin a scris în 1828 că o cârpă albă pusă în apă era vizibilă până la adâncimea de 15 fathomi (27 m).

### Afluenții
Râurile care se varsă în Marele Lac al Urșilor includ râul Whitefish, râul Big Spruce, râul Haldane, râul Bloody, râul Sloan, râul Dease și râul Johnny Hoe.

## Clima
| Date climatice pentru Déline Airport                            | Date climatice pentru Déline Airport | Date climatice pentru Déline Airport | Date climatice pentru Déline Airport | Date climatice pentru Déline Airport | Date climatice pentru Déline Airport | Date climatice pentru Déline Airport | Date climatice pentru Déline Airport | Date climatice pentru Déline Airport | Date climatice pentru Déline Airport | Date climatice pentru Déline Airport | Date climatice pentru Déline Airport | Date climatice pentru Déline Airport | Date climatice pentru Déline Airport |
| Luna                                                            | Ian                                  | Feb                                  | Mar                                  | Apr                                  | Mai                                  | Iun                                  | Iul                                  | Aug                                  | Sep                                  | Oct                                  | Nov                                  | Dec                                  | Anual                                |
| --------------------------------------------------------------- | ------------------------------------ | ------------------------------------ | ------------------------------------ | ------------------------------------ | ------------------------------------ | ------------------------------------ | ------------------------------------ | ------------------------------------ | ------------------------------------ | ------------------------------------ | ------------------------------------ | ------------------------------------ | ------------------------------------ |
| Maxima medie °C (°F)                                            | −20.9 (−5.6)                         | −18.5 (−1.3)                         | −13.9 (7)                            | −1.9 (28,6)                          | 7.4 (45,3)                           | 16.8 (62,2)                          | 19.4 (66,9)                          | 16.6 (61,9)                          | 10.2 (50,4)                          | −0.8 (30,6)                          | −11.5 (11,3)                         | −17.6 (0,3)                          | −1,2 (29,8)                          |
| Media zilnică °C (°F)                                           | −25 (−13.0)                          | −23.2 (−9.8)                         | −19.5 (−3.1)                         | −7.7 (18,1)                          | 2.5 (36,5)                           | 10.7 (51,3)                          | 13.3 (55,9)                          | 11.2 (52,2)                          | 5.7 (42,3)                           | −3.9 (25)                            | −15.4 (4,3)                          | −22 (−7.6)                           | −6,1 (21)                            |
| Minima medie °C (°F)                                            | −28.9 (−20.0)                        | −27.8 (−18.0)                        | −25.1 (−13.2)                        | −13.6 (7,5)                          | −2.5 (27,5)                          | 4.4 (39,9)                           | 7.2 (45)                             | 5.8 (42,4)                           | 1.3 (34,3)                           | −7 (19,4)                            | −19.2 (−2.6)                         | −26.3 (−15.3)                        | −11 (12,2)                           |
| Minima istorică °C (°F)                                         | −49.1 (−56.4)                        | −43.3 (−45.9)                        | −43.3 (−45.9)                        | −35 (−31.0)                          | −23.3 (−9.9)                         | −4 (24,8)                            | −1.8 (28,8)                          | −4.9 (23,2)                          | −13.3 (8,1)                          | −29.7 (−21.5)                        | −37.4 (−35.3)                        | −43 (−45.4)                          | −49,1 (−56,4)                        |
| Indice de răcire eoliană                                        | −57.2                                | −54                                  | −55.3                                | −40.4                                | −27.6                                | −6.4                                 | 0.0                                  | −3.6                                 | −16.3                                | −34.4                                | −46.7                                | −54.7                                | −57,2                                |
| Precipitații mm (inches)                                        | 10.3 (0.406)                         | 11.2 (0.441)                         | 10.3 (0.406)                         | 10.1 (0.398)                         | 14.8 (0.583)                         | 24.3 (0.957)                         | 40.3 (1.587)                         | 43.2 (1.701)                         | 39.5 (1.555)                         | 31.1 (1.224)                         | 21.7 (0.854)                         | 11.9 (0.469)                         | 268,7 (10,579)                       |
| Ploaie mm (inches)                                              | 0.0 (0)                              | 0.0 (0)                              | 0.0 (0)                              | 0.1 (0.004)                          | 12.2 (0.48)                          | 24.2 (0.953)                         | 40.3 (1.587)                         | 43.2 (1.701)                         | 37.1 (1.461)                         | 4.9 (0.193)                          | 0.4 (0.016)                          | 0.0 (0)                              | 162,3 (6,39)                         |
| Zăpadă cm (inches)                                              | 13.0 (5.12)                          | 16.9 (6.65)                          | 17.1 (6.73)                          | 12.3 (4.84)                          | 3.4 (1.34)                           | 0.2 (0.08)                           | 0.0 (0)                              | 0.0 (0)                              | 2.4 (0.94)                           | 32.2 (12.68)                         | 35.2 (13.86)                         | 17.3 (6.81)                          | 150,0 (59,06)                        |
| Umiditate [%]                                                   | 74.9                                 | 76.1                                 | 76.7                                 | 75.0                                 | 63.0                                 | 54.5                                 | 58.2                                 | 62.1                                 | 65.7                                 | 82.6                                 | 82.5                                 | 76.1                                 | 70,6                                 |
| Nr. de zile cu precipitații (≥ 0.2 mm)                          | 5.4                                  | 6.8                                  | 7.5                                  | 3.9                                  | 6.1                                  | 8.0                                  | 10.4                                 | 12.3                                 | 12.4                                 | 12.4                                 | 10.1                                 | 7.2                                  | 102,4                                |
| Nr. mediu de zile ploioase (≥ 0.2 mm)                           | 0.0                                  | 0.0                                  | 0.0                                  | 0.2                                  | 4.5                                  | 8.0                                  | 10.4                                 | 12.3                                 | 11.8                                 | 2.4                                  | 0.1                                  | 0.0                                  | 49,7                                 |
| Nr. mediu de zile cu ninsoare (≥ 0.2 cm)                        | 6.7                                  | 7.5                                  | 9.4                                  | 4.2                                  | 1.7                                  | 0.1                                  | 0.0                                  | 0.0                                  | 0.9                                  | 10.5                                 | 11.4                                 | 8.9                                  | 61,4                                 |
| Sursă: Environment Canada⁠(d) Canadian Climate Normals 1981–2010 |                                      |                                      |                                      |                                      |                                      |                                      |                                      |                                      |                                      |                                      |                                      |                                      |                                      |

## Utilizarea umană
Comunitatea Délı̨nę se află pe malul lacului, lângă izvoarele râului Bear. Există un drum de gheață de la Délı̨nę până la drumul de iarnă pe partea îndepărtată a râului Great Bear.
La 5 martie 2016 un camion-cisternă a căzut parțial prin gheața lacului la doar câteva zile după ce guvernul a mărit limita maximă de greutate admisă pe drum la 40.000 kg. Camionul, care era la 3 km de Délı̨nę și în apropierea locului de captare a apei pentru comunitate și a unei zone de pescuit majore, conținea aproximativ 30.000 l de combustibil pentru încălzire și a fost unul dintre cele 70 de camioane destinate reaprovizionarii comunității. Combustibilul a fost pompat din cisternă până la ora 2 dimineața, 8 martie.
Trei cabane din jurul lacului sunt destinații pentru pescuit și vânătoare. În 1995 a fost prins un păstrăv de lac de 32,8 kg, cel mai mare prins vreodată cu undița.

### Minerit
În 1930 Gilbert LaBine a descoperit zăcăminte de uraniu în regiunea Marelui Lac al Urșilor. Fosta zonă minieră Port Radium, locul minei Eldorado, unde a fost descoperit uraninit, era situată pe malul estic. Echo Bay Mines Limited a închiriat din 1965 până în 1981 vechea tabără și moara de la Port Radium pentru a recupera valorile de argint și cupru.

## Semnificație culturală

### Profeția
Marele Lac al Urșilor este primordial pentru identitatea, legile și cultura poporului Délı̨nę. Prin urmare, conservarea acestuia este esențială pentru poporul Délı̨nę. ɂehtsǝ́o Erǝ́ya, un Bătrân Dene, este considerat pe scară largă ca un profet, făcând peste 30 de profeții care au fost interpretate ca fiind împlinite. Predicția lui pentru sfârșitul vremurilor susține că, pe măsură ce lumea va seca, puțina viață rămasă se va aduna și va sfârși pe malurile Marelui Lac al Urșilor, un lac văzut ca o inimă a omenirii. Poporul Délı̨nę a urmat îndeaproape aceste profeții, considerentele culturale fiind o forță motrice pentru autoguvernare și sustenabilitatea mediului.

## Galerie

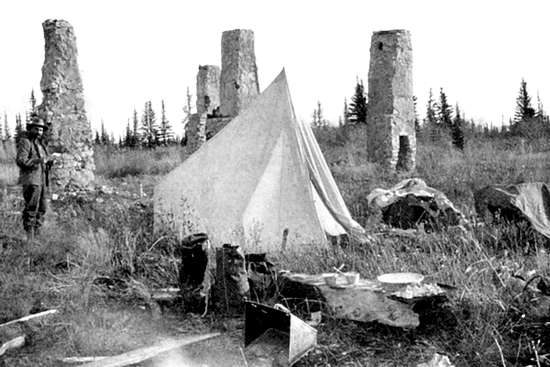
Ruinele Fortului Confidence⁠(d) de la gura râului Dease în 1911
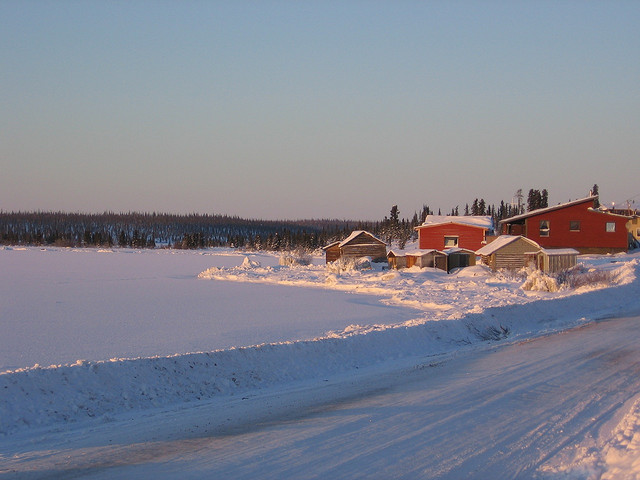
Comunitatea Délı̨nę⁠(d) de pe Marele Lac al Urșilor
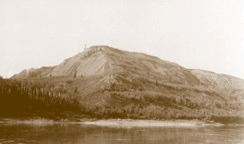
Muntele Grizzly Bear, Marele Lac al Urșilor
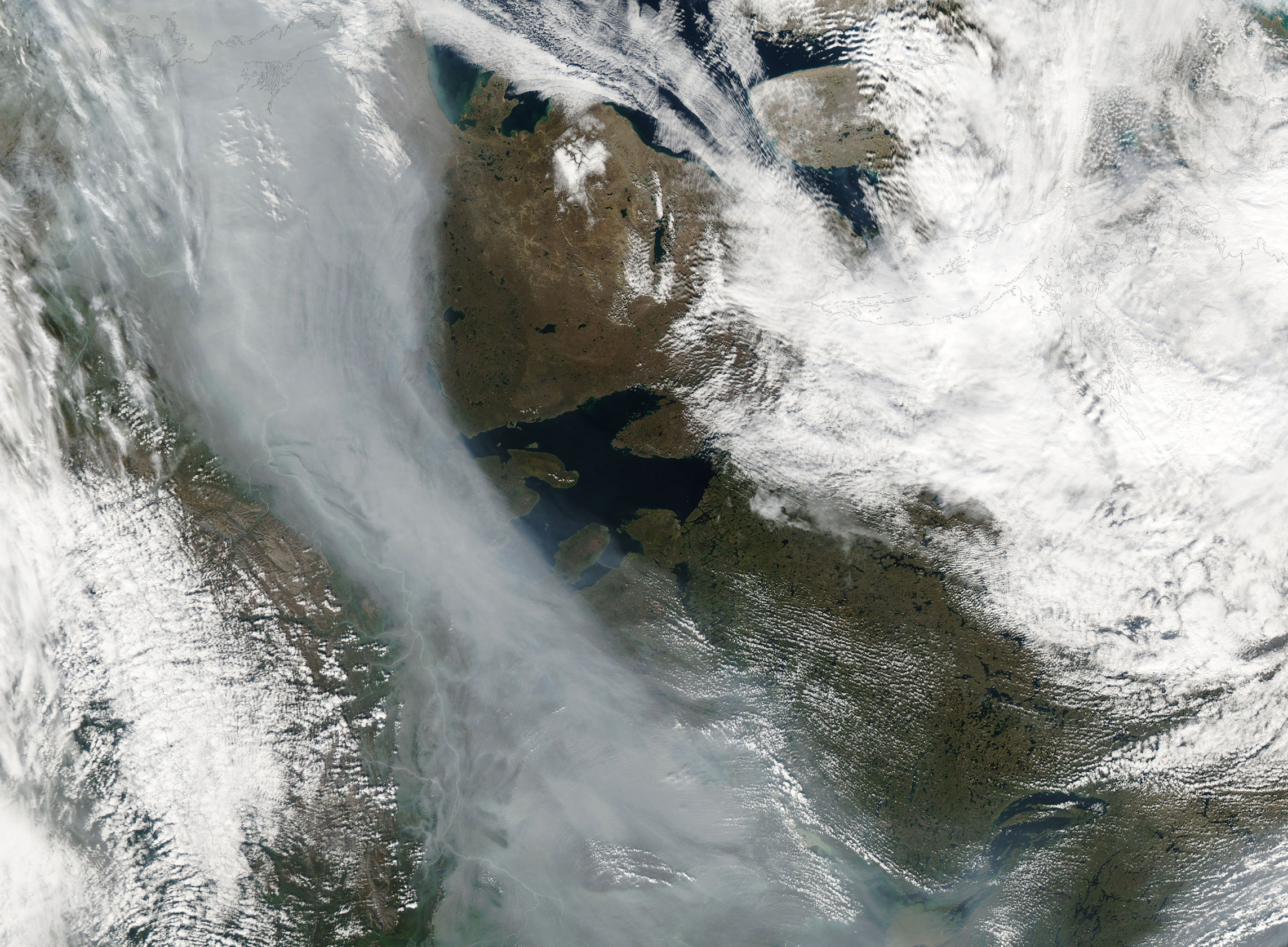
Fumul de la incendiile forestiere din Alaska deasupra Marelui Lac al Urșilor
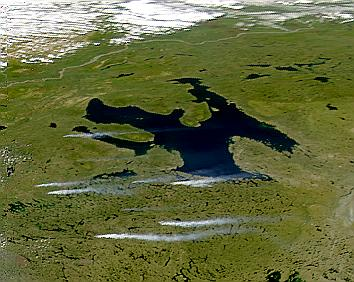
Marele Lac al Urșilor. Observați norii de fum de la incendiile de vegetație